# Конвертино, Джиованни
Джиованни Конвертино (Конверсано) да Равенна (итал. Giovanni Conversini) (1343, Буда – 27 сентября 1408, Муджа) — итальянский гуманист, профессор Падуанского университета, канцлер Франческо I да Каррара.

## Научное наследие
Из его многочисленных произведений, которые почти все остаются в рукописях, наиболее значимы: 1) «Pragmatologia de elegibili vitae genere», в которой доказывается превосходство монархии над республикой и изображается идеал истинно свободного человека. 2) «Любовная история Элизии» (по другому заглавию «Narratio violandae pudicitiae») — поправка с этической точки зрения к поступку Лукреции, так как Элизия без самоубийства наказывает своего обидчика. 3) «Liber memorandarum rerum», где автор приводит из современной ему действительности примеры выдающихся пороков и добродетелей. 4) «Происхождение фамилии Каррара» — литературное изложение семейной легенды Каррара. 5) «История Рагузы» — произведение дидактического характера, в котором автор, кроме изображения быта и нравов в Рагузе, выводит различные назидания для своих современников. См.: Klette, «Johannes Conversanus und Johannes Malpaghini» (Грейфсвальд, 1888); Корелин, «Ранний итальянский гуманизм» (М., 1892, вып. II).